# E3 Prijs Harelbeke 1977
L'E3 Prijs Harelbeke 1977, ventesima edizione della corsa, si svolse il 26 marzo su un percorso di 233 km, con partenza ed arrivo a Harelbeke. Fu vinta dal tedesco occidentale Dietrich Thurau della squadra Ti-Raleigh davanti ai belgi Patrick Sercu e  Eric De Vlaeminck. Per la prima volta nella storia della competizione la corsa non fu vinta da un ciclista belga.

## Ordine d'arrivo (Top 10)
| Pos. | Corridore         | Squadra                         | Tempo    |
| ---- | ----------------- | ------------------------------- | -------- |
| 1    | Dietrich Thurau   | Ti-Raleigh                      | 5h46'00" |
| 2    | Patrick Sercu     | Fiat France                     | a 2'08"  |
| 3    | Eric De Vlaeminck | Marc Zeepcentrale-Superia       | s.t.     |
| 4    | Walter Planckaert | Maes Pils-Mini-Flat             | s.t.     |
| 5    | Wilfried Wesemael | Frisol-Thirion-Gazelle          | s.t.     |
| 6    | Luc Leman         | Ijsboerke-Colnago               | s.t.     |
| 7    | Jan Raas          | Frisol-Thirion-Gazelle          | s.t.     |
| 8    | Walter Naegels    | Flandria-Velda-Latina           | s.t.     |
| 9    | Eric Leman        | Carpenter-Zeepcentrale-Splendor | s.t.     |
| 10   | Willy Planckaert  | Maes Pils-Mini-Flat             | s.t.     |